# Maschio Gaspardo
 (décembre 2022).
L'article doit être relu — et modifié si nécessaire — par des contributeurs indépendants pour apporter un regard critique aux contributions effectuées en violation des conditions d'utilisation de Wikipédia, tant sur la forme (notamment concernant le style encyclopédique, la proportionnalité) que sur le fond (la neutralité de point de vue, la qualité et l'indépendance des sources).
 (novembre 2022).
Si vous disposez d'ouvrages ou d'articles de référence ou si vous connaissez des sites web de qualité traitant du thème abordé ici, merci de compléter l'article en donnant les références utiles à sa vérifiabilité et en les liant à la section « Notes et références ».

Le groupe Maschio Gaspardo est une multinationale italienne fondée en 1964. Aujourd'hui, grâce à ses acquisitions et à la croissance de son réseau de vente, elle fabrique et commercialise des équipements agricoles pour le travail du sol, le semis (dont des machines de semis direct) , la fertilisation, la protection des cultures, l'entretien des espaces verts et la fenaison.

## Histoire
La société a été fondée en 1964 à Campodarsego (dans la province de Padoue) par les frères Antonio, Egidio et Giorgio Maschio : la production de fraises rotatives était l'activité principale. En 1983, la première filiale est ouverte à l'étranger, en France. En 1993, le développement sur le marché des équipements agricoles commence par des acquisitions stratégiques afin de garantir une gamme de produits compétitive. Ainsi, Gaspardo Seminatrici de Morsano al Tagliamento (Pordenone), une entreprise historique fondée en 1834 et fabricant de semoirs, est acquise.
Le développement du réseau de vente se poursuit en Allemagne en 1996, et en Espagne en 2000. En 2003, l'internationalisation de la production commence avec l'ouverture de l'usine en Roumanie, dans la région d'Arad, ainsi que celle en Ukraine. La même année, deux filiales commerciales ont été ouvertes : une en Russie et une en Turquie. Un an plus tard, en 2004, le bureau de vente aux États-Unis a également été ouvert.
En 2005, une filiale de vente a été créée en Pologne et un nouveau site de production en Chine. En 2011, un nouveau site de production a été ouvert à Pune, en Inde. Au cours de la même période, Friulia, la société financière de la région italienne du même nom, a rejoint la société avec une part de 14 %.
L'élargissement de la gamme de produits a été consolidé en 2012, lorsque Maschio Gaspardo a acquis la Société Unigreen, basée en Émilie, spécialisée dans la production de pulvérisateurs et de brumisateurs. En 2013, elle a investi dans Moro Pietro Meccanica (une société opérant dans le secteur des charrues) et l'a ensuite transformée en Maschio Aratri (en 2017). En 2014, elle a également acquis Officine Meccaniche Feraboli, une entreprise historique spécialisée dans la production de matériel de fenaison.
Avec le décès d'Egidio Maschio en 2015, ses fils Andrea et Mirco Maschio ont pris le contrôle de la Société, assumant une importante réorganisation organisationnelle qui a assuré la relance de la Société.
En l'honneur d'Egidio Maschio, une Bourse d'études a été créée en 2016, offrant une récompense annuelle aux enfants des employés du Groupe qui se distinguent par leur engagement dans leur scolarité.
En juillet 2018, Luigi De Puppi a été nommé en tant que nouveau directeur général. À la fin de l'année, Maschio Holding S.p.A., contrôlée par Andrea et Mirco Maschio, a acquis les actions de la société détenues par Giorgio Maschio, le cofondateur, atteignant la majorité de Maschio Gaspardo S.p.A. Maschio Holding, l'actionnaire majoritaire, détenait 50,1 % du capital social, Friulia Finanziaria FVG en détenait 26,2 %, tandis que les 23,7 % restants étaient contrôlés par Veneto Sviluppo S.p.A.
Le 31 décembre 2020, la fusion de Maschio Fienagione S.p.A. avec Maschio Gaspardo S.p.A. a été réalisée. Maschio Fienagione faisait déjà partie du groupe Maschio Gaspardo depuis 2014, à la suite de l'acquisition de la Société historique Feraboli S.p.A., basée à Crémone.
À la fin du mois de mai 2021, un important accord de refinancement de 120 millions d'euros a été signé avec un pool d'institutions de premier plan, assisté par SACE par l'intermédiaire de Garanzia Italia. Cette opération représente pour le Groupe la réalisation, bien en avance, des objectifs fixés dans le plan industriel 2019-22. 
En décembre 2021, Maschio Aratri S.r.l. a été incorporée à Maschio Gaspardo S.p.A.
En avril 2022, Maschio Gaspardo S.p.A. a racheté un total de 132 744 actions propres détenues par les sociétés financières régionales Friulia S.p.A. et Veneto Sviluppo S.p.A. En même temps, la société de contrôle Maschio Holding S.p.A. a acheté 68 326 actions supplémentaires de Maschio Gaspardo S. p.A. de Veneto Sviluppo S.p.A., ramenant ainsi le capital de Maschio Gaspardo aux mains des frères Andrea et Mirco Maschio, respectivement président de Maschio Holding et président de Maschio Gaspardo. La part restante de 6,71 % demeure la propriété de la société financière Friulia.
En novembre 2022, Maschio Gaspardo a investi dans le capital social de Free Green Nature S.r.l., une start-up innovante dont l'activité est le développement, la conception et la production de machines de haute technologie, en particulier d'équipements mécatroniques, de systèmes robotiques pour l'agriculture et de machines pour le contrôle non chimique des virus et des bactéries.

## Les sites de production
La société possède actuellement 8 usines de production (5 en Italie et 3 à l'étranger), 13 succursales de vente dans le monde entier et emploie environ 2 000 personnes.

### Campodarsego (Italie)
L'usine de Campodarsego (Padoue) est le siège administratif du groupe et le centre de production spécialisé dans la fabrication de machines de travail du sol. On y produit en effet des fraises rotatives, des herses rotatives, des broyeurs, des semoirs combinés, des épandeurs d'engrais et des bineuses.

### Morsano al Tagliamento (Italie)
L'usine de Morsano al Tagliamento (Pordenone) produit des semoirs de précision, des semoirs à céréales, des semoirs combinés, des pulvérisateurs.

### Cadoneghe (Italie)
Le centre de production de Cadoneghe (Padoue) est spécialisé dans les procédés d'usinage mécanique (découpe laser, soudure robotisée, pliage, tournage, production de lames et de couteaux).

### Cremona (Italie)
L'usine de Crémone produit des presses à balles rondes et des faucheuses depuis l'acquisition de Feraboli (le spécialiste historique du matériel de fenaison) en 2014.

### Concordia Sagittaria (Italie)
Les années précédentes, la production de charrues était l'activité principale de l'usine. À la suite de la délocalisation de la production en Roumanie, des investissements ont été réalisés dans l'usine afin de la transformer en une usine de peinture d'équipements à part entière.

### Chișineu-Criș (Roumanie)
L'usine de production de Chișineu-Criș (Arad), en Roumanie, a été ouverte en 2003 et est spécialisée dans la production et la distribution de machines de travail minimum du sol. Elle produit des décompacteurs, des déchaumeurs à dents, des déchaumeurs à disques, des préparateurs de lits de semences et des presses à balles rondes.

### Qingdao (Chine)
L'usine chinoise de Qingdao, ouverte en 2005, produit des fraises rotatives et des broyeurs pour tracteurs jusqu'à 60 CV, principalement pour les marchés d'Extrême-Orient. Il s'agit généralement de petits équipements agricoles, idéaux pour travailler sur de petites parcelles avec des tracteurs de faible puissance.

### Pune (Inde)
En 2011, l'usine de production de Pune (Inde) a été inaugurée pour la vente et la distribution d'équipements agricoles sur le marché local. La production, qui concerne principalement les fraises rotatives, garantit une capacité d'environ 30 000 unités par an.

## Produits

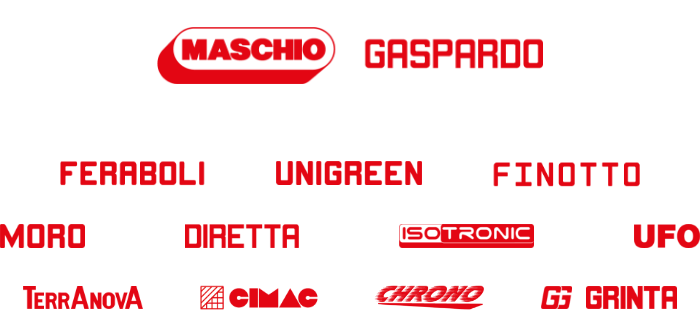
Marques vendues par Maschio Gaspardo

Maschio Gaspardo conçoit et fabrique des machines agricoles pour le marché italien et étranger. Les produits les plus importants sont les fraises rotatives, les herses rotatives, les broyeurs, les équipements de travail minimum du sol, les semoirs de précision et les semoirs céréales, les épandeurs d'engrais, les faucheuses, les presses à balles rondes, les pulvérisateurs et les atomiseurs.
Maschio Gaspardo est également présent sur le marché avec les marques suivantes :
Feraboli, Unigreen, Moro, Finotto, Terranova, Cimac, Grinta, Isotronic.